# Народный комиссариат миномётного вооружения СССР
Народный комиссариат минометного вооружения СССР — правительственное учреждение, существовавшее с 26 ноября 1941 по 17 февраля 1946 года.
Пятого февраля 1939 г. путем выделения из Народного комиссариата машиностроения СССР был образован Народный комиссариат общего машиностроения (НКОМ) СССР.
В связи с тем, что на подведомственных ему предприятиях после начала Великой Отечественной войны удельный вес минно-миномётного и других видов вооружения в общем выпуске валовой продукции превысил 90 %, он 26 ноября 1941 г. был преобразован в Народный комиссариат минометного вооружения СССР.
Соответствующий Указ Президиума Верховного Совета СССР содержит два пункта:
1. Преобразовать Наркомат общего машиностроения в Наркомат минометного вооружения.
2. Народным комиссаром минометного вооружения назначить т. Паршина Петра Ивановича.
Создание такого наркомата было вызвано необходимостью быстро и эффективно ликвидировать отставание Красной Армии в миномётном вооружении, увеличить выпуск миномётов крупных калибров (82, 107 и 120 мм).
В короткие сроки было развернуто массовое производство минометов на московских заводах «Динамо», автомобильном и насосном заводах, а также в других городах. Был разработан и принят на вооружение 160-мм миномет.
Если в июне 1941 года в РККА насчитывалось 36,3 тыс. 50-мм минометов, то в мае 1945 года — 81,9 тыс.; 82-мм минометов соответственно 14,5 и 84,6 тыс.; 107, 120-мм — 5,3 и 28. Кроме того, к концу войны в Красной Армии было 1,4 тыс. 160-мм минометов. С июля 1941 по июнь 1945 года советская промышленность выпустила 351,8 тысяч минометов (Германия — 79 тыс.).
Другая важная задача, поставленная ГКО перед наркоматом минометной промышленности, — конструирование, производство, принятие на вооружение и совершенствование пусковых установок реактивной артиллерии.
Создавались ракетные установки для нового рода войск — гвардейских минометных частей (ГМЧ). К апрелю 1945 г. в составе гвардейских минометных частейнаходилось 7 гвардейских минометных дивизий, 11 отдельных гвардейских минометных бригад, 114 отдельных гвардейских полков и 38 отдельных гвардейских дивизионов. Реактивным оружием оснащались также авиация и ВМФ.
После окончания войны потребность в массовом производстве миномётов отпала, и 17 февраля 1946 года Народный комиссариат минометного вооружения СССР преобразован в Народный комиссариат машиностроения и приборостроения СССР.